# Catherington
Catherington är en by i civil parish Horndean, i distriktet East Hampshire, i grevskapet Hampshire i England. Byn är belägen 8 km från Havant. Catherington var en civil parish fram till 1932 när blev den en del av Horndean och Havant. Civil parish hade 3 833 invånare år 1931.